# Mănăstirea Lainici
Mănăstirea Lainici este o mănăstire ortodoxă de călugări din România situată în defileul Jiului, județul Gorj la 32 de kilometri de Târgu-Jiu și la 25 de kilometri de Petroșani, aparține de Arhiepiscopia Craiovei, Mitropolia Olteniei. Mănăstirea are hramul Intrarea în Biserică a Maicii Domnului.
Biserica veche a mănăstirii, construită la începutul secolului al XIX-lea, apare în Lista monumentelor istorice din județul Gorj având cod LMI GJ-II-m-B-09254.
Actuala șosea ce tranzitează trecătoarea din Defileul Jiului a fost construită începând cu anii 1880 de meșteri pietrari aduși din Italia. S-a continuat în perioada interbelică și s-a asfaltat abia după anii `50. În paralel, începând cu perioada interbelică, s-a construit și linia ferată Bumbești-Jiu–Livezeni având 38 de tuneluri.
Până în 1880, trecătoarea principală între Oltenia și Ardeal, din zona Gorj și Hunedoara, era Pasul Vulcan, drumul lui Mihai Viteazul, pe acolo pe unde a trecut domnitorul Țării Românești, în anul 1600, când a unit pentru prima dată Principatele Române. Se pornea din Turcinești, se trecea prin Schela, Arsuri, Pasul Vulcan, la o altitudine de 1621 m, și se cobora în Vulcan, Paroșeni, Valea Jiului. Mănăstirea Lainici era izolată total. Se ajungea foarte greu aici pe cărări, pe marginea albiei Jiului.

## Denumire
Denumirea de „Lainici” nu are origini clare. S-au emis diferite ipoteze etimologice, privind toponimia, dar au rămas incerte la nivel interpretativ.
O interpretare etimologică a cuvântului „Lainici” îl consideră de origine grecească: în greaca veche, “lainos” înseamnă „de piatră”, în cazul nostru, „trecătoare prin munți de piatră”.
Altă interpretare, foarte puțin plauzibila, ar fi aceea că termenul ar deriva de la numele unui trib geto-dac, al “Lailor”, care este binecunoscut prin secolele al IV-lea – al V-lea împreună cu al “bessilor” în zona Sarmisegetuzei, la circa 80 km distanță de Lainici. Adevărul rămâne încă nedescoperit.

## Istorie

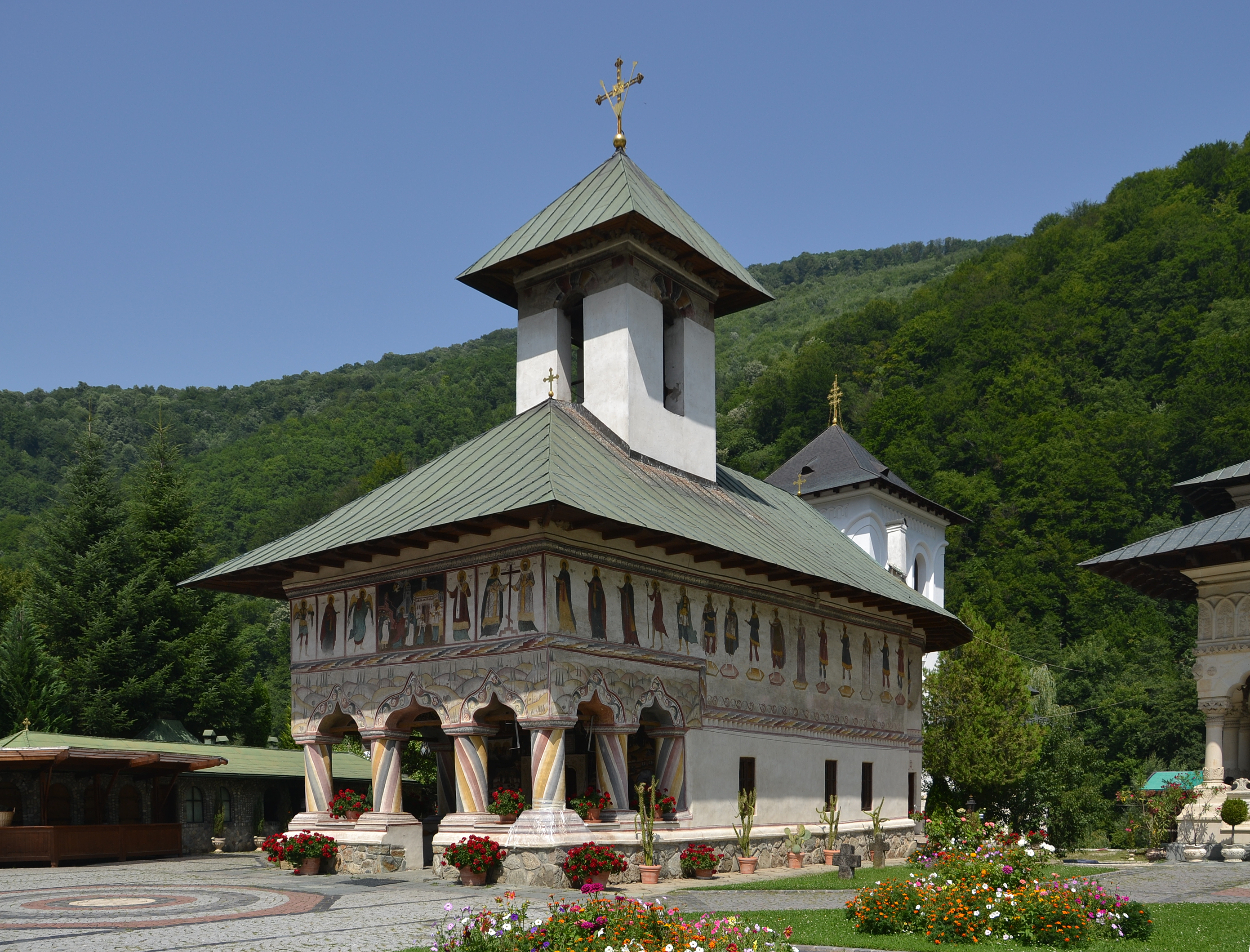
Biserica veche a Mănăstirii Lainici

### Datare
Vechimea Sfintei Mănăstiri Lainici se pierde în negura vremii necunoscându-se oficial și istoric începuturile sale.
După tradiție, în secolul al XIV-lea Sfântul Cuviosul Nicodim de la Tismana a fost trimis în Țara Românească pentru a susține ortodoxia și pentru a da un suflu nou bisericii. El s-a așezat într-o peșteră lângă mănăstirea Lainici. Tot Sfântul Nicodim a ctitorit mănăstirea Vodița de lângă Drobeta Turnu Severin și Mănăstirea Tismana, în preajma căreia a sihăstrit până la sfârșitul vieții sale. 
Importanța așezământului a fost sesizată și de împărăteasa Maria Tereza, care, prin generalul Bukow, a distrus între 1750-1765 (în 15 ani) sute de așezăminte ortodoxe în Transilvania. Schitul, deși nu era în Imperiul Austriac, aflat la câțiva kilometri de graniță, a căzut victima marii prigoane antiortodoxe a puterii imperiale de la Viena. Biserica ctitorită din sec. XIV-lea – al XV-lea ar fi fost distrusă în acea perioadă. 

### Perioada dintre secolul al XVII-lea și secolul al XX-lea
Din a doua jumătate a sec. al XVII-lea și începutul sec. al XVIII-lea încep să apară documente istorice ce fac referire la Mănăstirea Lainici.
Schimnicul Atanasie vine de la Tismana la Lainici, în 1780, și se pomenește într-un sinet în care donează mănăstirii o moșie. El adună de pe văile munților o obște de 30 de călugări. După moartea sa, între 1810 și 1817 o mână de boieri olteni refac schitul, de data aceasta din piatră, cu ziduri groase de până la 1 metru. Primele două biserici, nicodimiană și atanasiană, nu s-au mai păstrat, dar cea actuală a fost construită pe locul celorlalte.
Pandurul Tudor Vladimirescu, s-a ascuns o vreme la mănăstirea Lainici deoarece era urmărit de turci pentru că luptase împotriva lor în războiul ruso-turc dintre anii 1806 și 1812. Îmbrăcat în straie călugărești, acesta s-a ascuns până în ultimul moment. În 1817 turcii au devastat așezământul, și negăsindu-l pe Tudor, l-au decapitat pe călugărul Maxim, risipind obștea.
În cronicile vremii, printre ctitori apare un nume: Stanca Măldărescu, dar care lipsește, în mod surprinzător, de pe pisania așezământului. În locul ei este gravat Kalistracta, evident numele de călugărie pe care l-a purtat, la sfârșitul vieții, vrednica boieroaică.
Mănăstirea Lainici a fost construită între anii 1812 și 1847 de boierii din regiune pe un deal care domina Valea Jiului. Ea adăpostește frumoase fresce interioare datând din 1860 și un iconostas compus din icoane în stil bizantin.

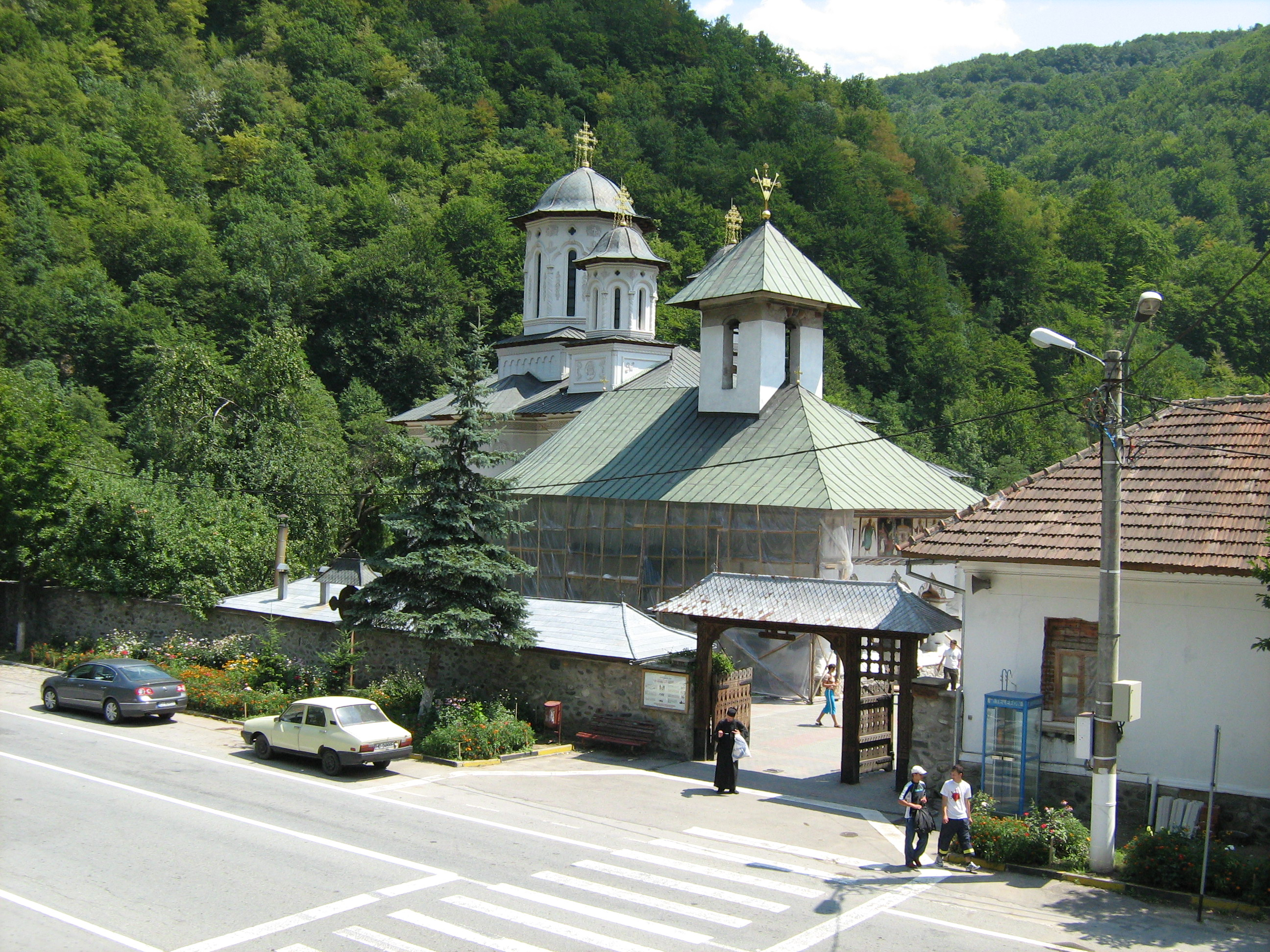
Mănăstirea Lainici

Trebuie remarcat faptul că majoritatea datărilor istorice referitoare la Mănăstirea Lainici s-au folosit de pisania de deasupra uși de la intrare și au luat, ca atare, anul 1817 .S-au făcut aceste afirmații deoarece nu s-au realizat cercetări istorice mai riguroase.
Prin urmare începutul mănăstirii Lainici nu este în anul 1817, cum menționează pisania actualei biserici, ci este mult mai vechi, biserica construindu-se pe alte fundații mai vechi, așa cum s-a putut observa în anul 2008 când s-a restaurat pictura și s-a îndepărtat tencuiala care nu era originală. Se puteau observa diverse etape de construcție ale bisericii chiar în trei rânduri. Inițial fusese numai altarul și naosul, după care s-a mai adăugat și pronaosul. În cele din urmă s-a adăugat pridvorul, folosindu-se ca necropolă pentru ctitori și s-a pictat, isprăvindu-se conform pisaniei, în anul 1817.
Gheorghe Blideanu, învățător din Bumbești-Jiu, face o istorie a schitului Lainici prin 1873 transmisă oral de către starețul Irodion la începuturile activității sale. O afirmație foarte interesantă pe care o face este aceea că în Lainici exista o Biblie de-a lui Șerban Cantacuzino de la 1688, care a fost dăruită schitului cu semnătură, probabil în jurul anului 1690 de către însuși voievodul Constantin Brâncoveanu. Această afirmație ar confirma tradiția unei așezări mănăstirești mai vechi de 1784, când se pomenește de schimonahul Atanasie, ca atestare istorică, respectiv anii 1690 – 1700.
Între 1854 și 1900, cu intermitențe, Cuviosul Irodion Ionescu a fost stareț timp de 40 de ani în Mănăstirea Lainici. El a fost adus de la Mănăstirea Cernica și numit stareț la Lainici de către Sfântul Ierarh Calinic, imediat după numirea sa ca episcop la Râmnic.

### Secolul al XX-lea

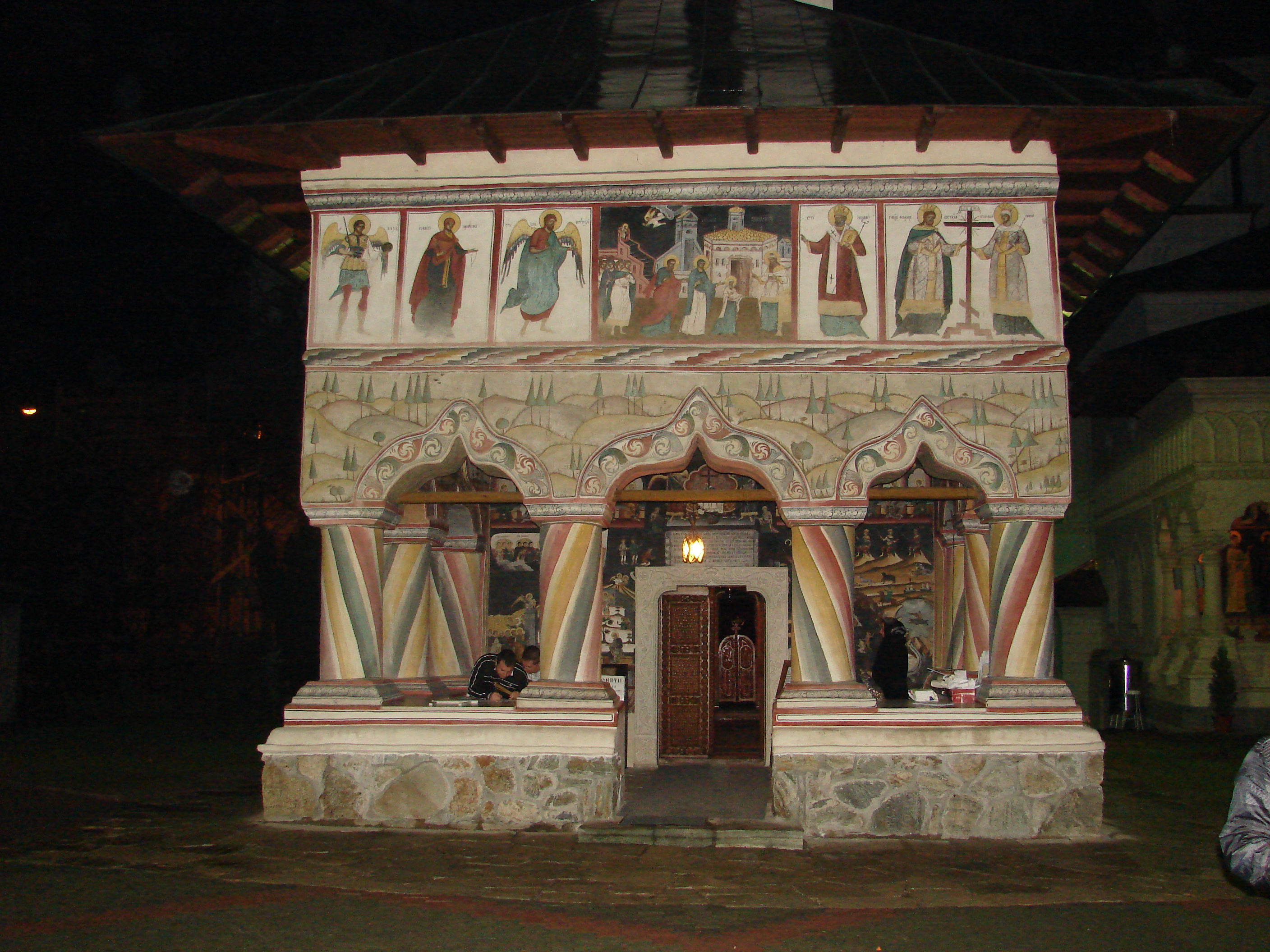
Intrare biserica veche, noaptea

Primul Război Mondial, între 1916 și 1918, a fost nemilos față de Mănăstirea Lainici, distrugând-o complet; trupele germane au intrat cu caii chiar în biserică, făcând focul în ea și profanând-o. Până azi se mai păstrează scrijelite pe pereții din altar numele unor soldați și ofițeri care au dormit acolo și au profanat biserica. Au fost furate de către soldații germani toate obiectele de preț, inclusiv clopotele. Arhiva mănăstirii, care era de 16 metri liniari, a fost arsă, precum dovedesc documentele vremii. Cimitirul a fost devastat și profanat, toate crucile fiind smulse și călcate în picioare. După război nu se mai cunoșteau mormintele, rămânând neidentificate până azi, iar unii călugări, printre care Ieromonahul Iulian Drăghicioiu au fost deportați în Germania unde au murit în lagărele germane.
În 1929 a fost trimis de la Mănăstirea Frăsinei un grup de șase monahi, avându-l stareț pe Cuviosul Visarion Toia, care a ridicat din ruine mănăstirea, construind clădirile necesare și introducând viață de obște cu un regim ascetic sever, întocmai ca la Mănăstirea Frăsinei. Datorită seriozității, disciplinei duhovnicești și slujbelor care se săvârșeau aici, Mănăstirea Lainici devine tot mai căutată de numeroși credincioși din împrejurimi. După 1947, când vine la conducere regimul comunist, Mănăstirea Lainici este din nou agresată sub diverse forme. În această perioadă începe construcția căii ferate Bumbești-Jiu-Livezeni, precum și modernizarea Drumului Național, pe aceeași distanță. Muncitorii care au executat aceste lucrări au devastat și au afectat viața bisericească din mănăstire asemenea unor invadatori păgâni, ocupând abuziv toate terenurile mănăstirii și amplasând aici barăci.
Prin astfel de cruzimi a trecut Mănăstirea Lainici până în 1957, când aceia care au ocupat abuziv cea mai mare parte a spațiilor mănăstirii au părăsit cu mare greutate acest loc.
În 1961 Mănăstirea Lainici este desființată ca mănăstire independentă, rămânând cu titlul de „casă de oaspeți”. Până în 1970 ușile bisericii au fost închise cu lacătul, nemaipermițându-se să se facă slujbe decât în unele Duminici și sărbători religioase.
În 1975 a venit ca stareț P.C. Arhim Caliopie Georgescu, care a început să facă unele îmbunătățiri în viața mănăstirii, favorizat fiind de politica vremii, care părea să fie mai blândă și mai omenoasă. Astfel, după 1983, datorită novicilor care au început să se înmulțească, introduce din nou rânduielile ascetice monahicești, respectiv, slujbele de la miezul nopții și neconsumul de carne în obște, lucru ce a dus la o viață duhovnicească mai bună.
După Revoluția din 1989, ca urmare a afluenței crescânde de credincioși, în Mănăstirea Lainici se simțea nevoia unei biserici mai mari și mai încăpătoare. În Duminici și la marile sărbători religioase se ajunsese să se facă slujbe în aer liber.
La „Izvorul Tămăduirii” din 1990 s-a pus piatra de temelie pentru noua biserică-catedrală de către mitropolitul Nestor Vornicescu al Olteniei. Biserica a fost începută, proiectată schematic și construită până la stadiul de finisaje de către ing. Ioan Selejan, devenit ulterior episcop și arhiepiscop.
Noua biserică-catedrală din Mănăstirea Lainici este inedită prin planul său arhitectonic, cuprinzând două biserici suprapuse. Acest lucru a fost impus pe de o parte de planul fizic al terenului, care este în pantă, acesta creând necesitatea unui demisol. Pe de altă parte, precum se cunoaște, Istoria Bisericii Creștine până în zilele noastre a cunoscut două perioade fundamentale: prima perioadă de la anul 1 până la anul 313, respectiv până la Edictul de la Milano al Împăratului Constantin cel Mare, “perioada bisericii din Catacombe”, în care s-a vărsat cel mai mult sânge și au murit milioane de creștini pentru Hristos, acesta fiind fundamentul și temelia Bisericii Creștine; și a doua perioadă, de la anul 313 până în zilele noastre. Asemeni împărțirii Istoriei Bisericii Creștine în aceste două perioade fundamentale, s-a împărțit și planul arhitectonic al noii biserici.
Însă aspectul cel mai inedit al acestei biserici este tematica iconografică, care se intenționează să se realizeze. Astfel, biserica de la demisol va fi destinată Bisericii din Catacombe, pictându-se viața creștinilor de la anul 1 până la anul 313, reprezentându-se majoritatea Sfinților și martirajelor cunoscute din Istoria Bisericii și din Sfânta Tradiție.
În pictura bisericii de la nivelul superior sunt marcate deja cele mai importante momente din istoria bisericii creștine, cu cei mai reprezentativi Sfinți din toată lumea și din toate timpurile, ca o cronologie și universalitate creștină.
De asemenea după Revoluția din 1989 în mănăstirea Lainici s-au efectuat diverse lucrări majore: construcția din temelie a unui nou corp de chilii pentru părinți, a unei trapeze mari pentru hramuri și sărbători religioase importante, a unui gard din piatră ce înconjoară mănăstirea, lângă Jiu s-au construit un zid de sprijin împotriva inundațiilor pe o lungime de un kilometru.

### Secolul al XXI-lea
În 2006 pe 23 iulie la mănăstirea Lainici a fost adusă de la Muntele Athos, din mănăstirea Dohiariu, o copie a Icoanei făcătoare de minuni „Gorgoepicuus”, „Grabnic Ascultătoarea”. Această icoană a fost executată special pentru mănăstirea Lainici și este a cincea copie care s-a făcut în ultimii 100 de ani din toată lumea.
Pe 10 aprilie 2009 în ajunul prăznuirii sfântului ierarh Calinic de la Cernica, după 109 ani au fost găsite moaștele sfântului Cuvios Irodion Ionescu, duhovnicul sfântului Calinic  “Luceafărul de la Lainici”, cum a fost supranumit.

## Galerie de imagini

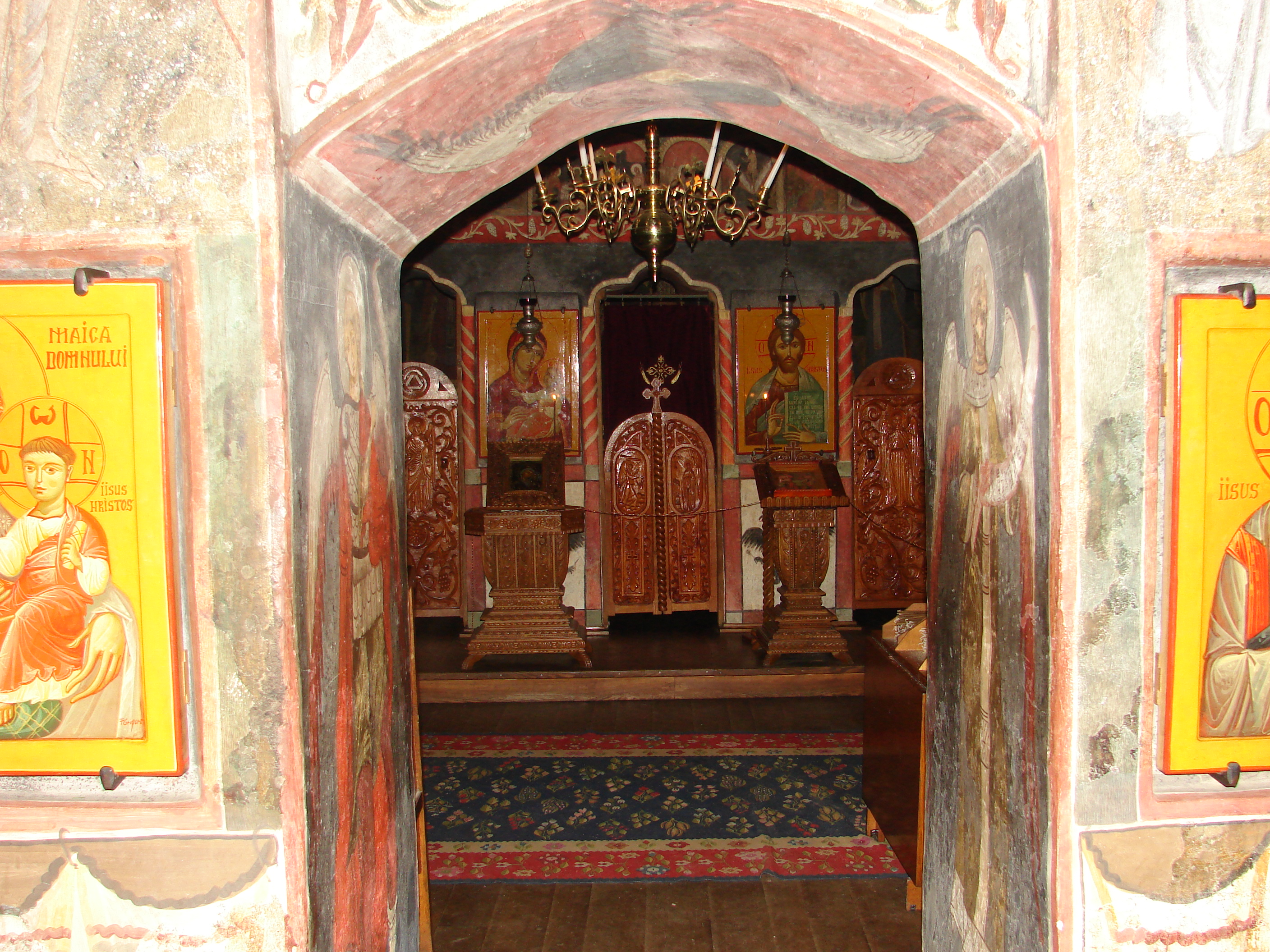
Interior biserica veche
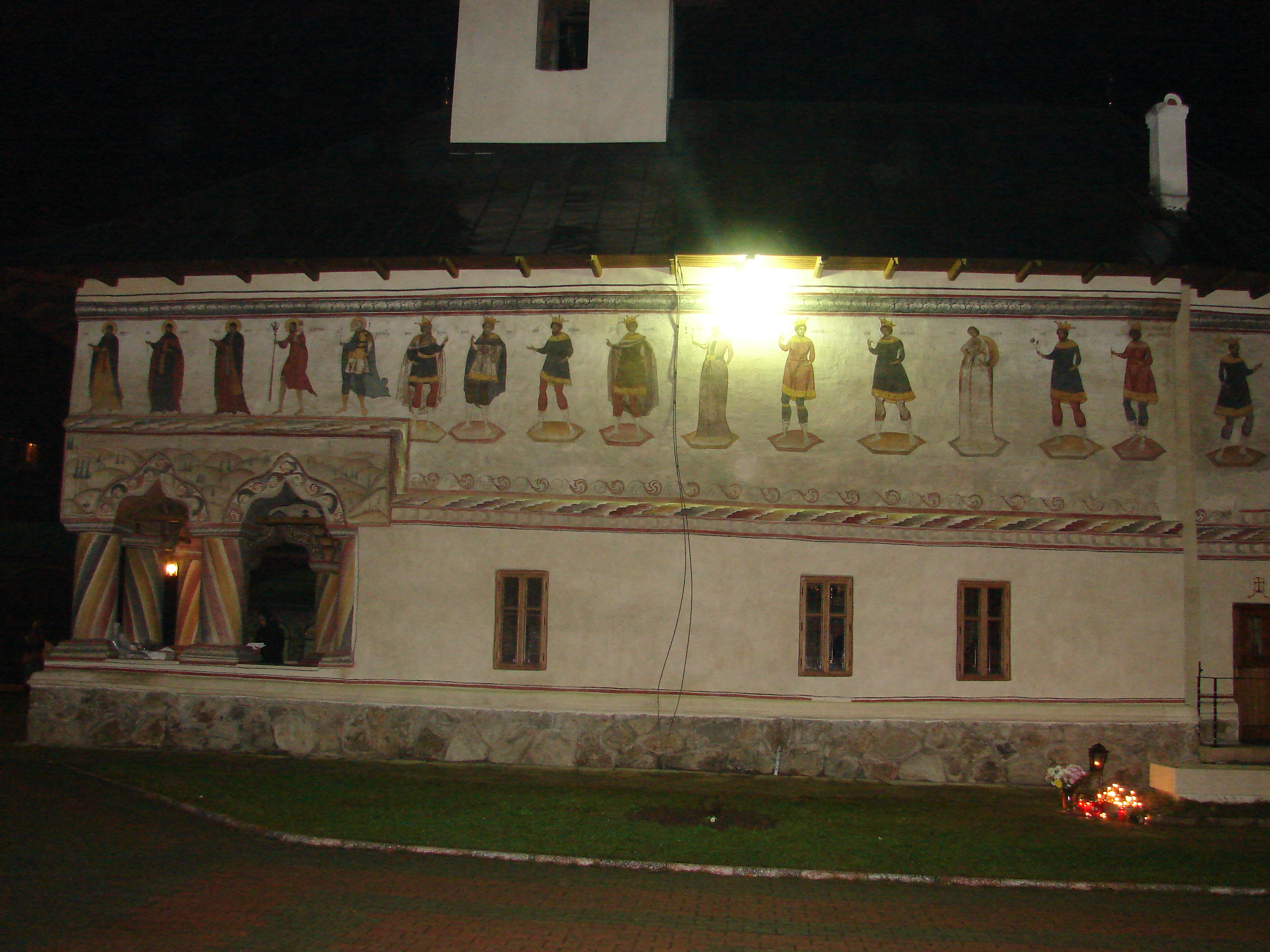
Exterior biserica veche, noaptea
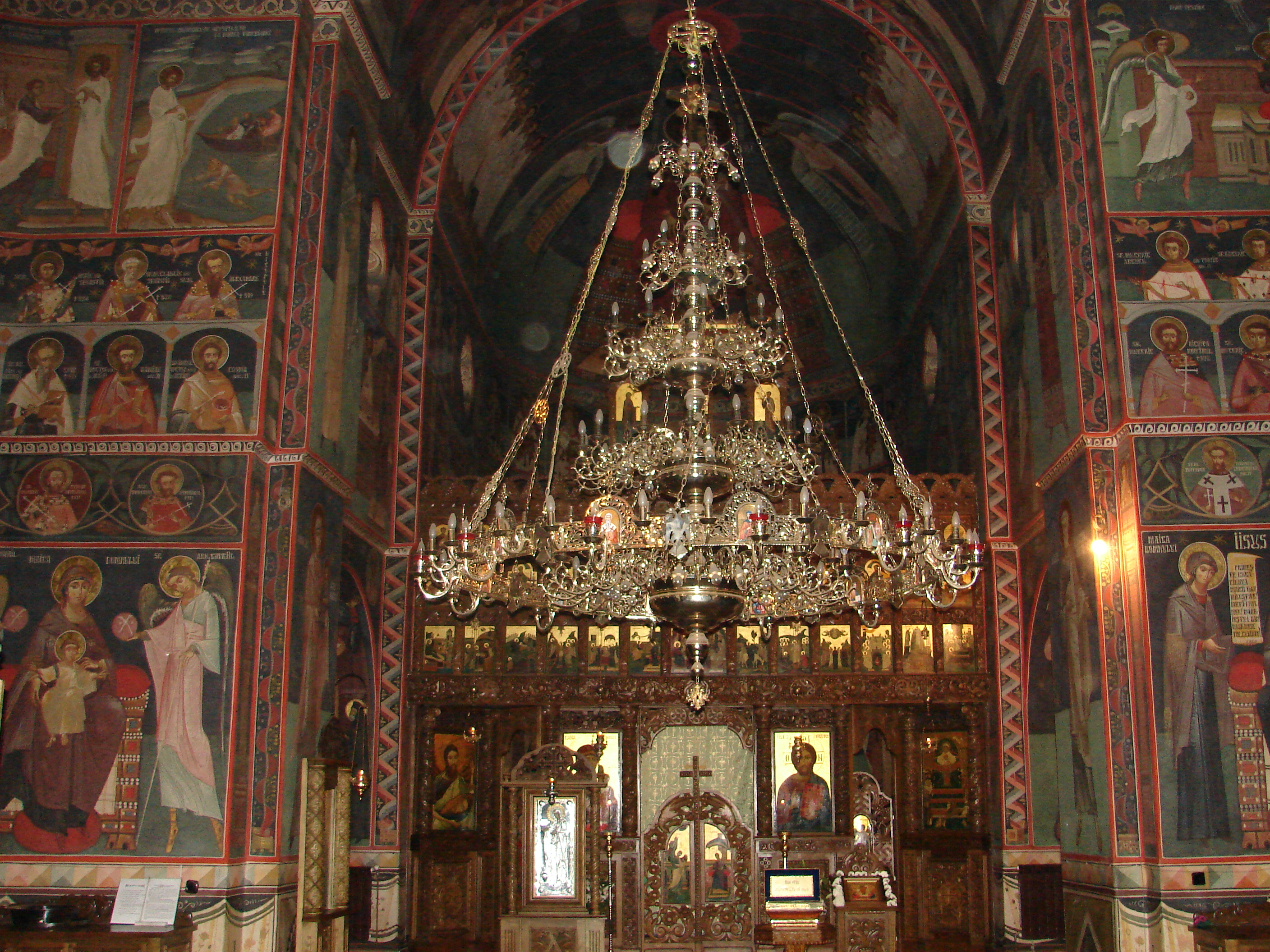
Interior biserica nouă
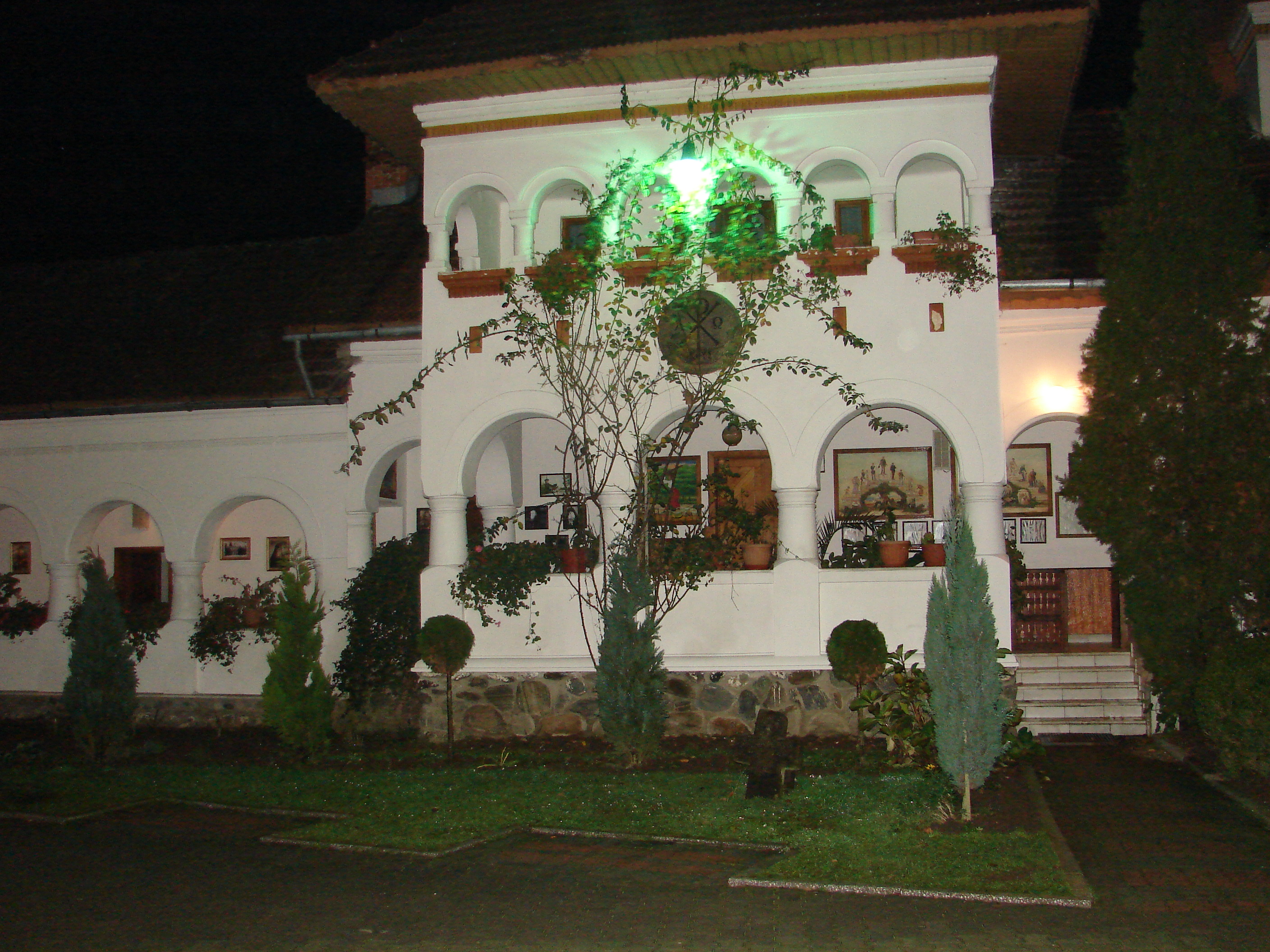
Chilii
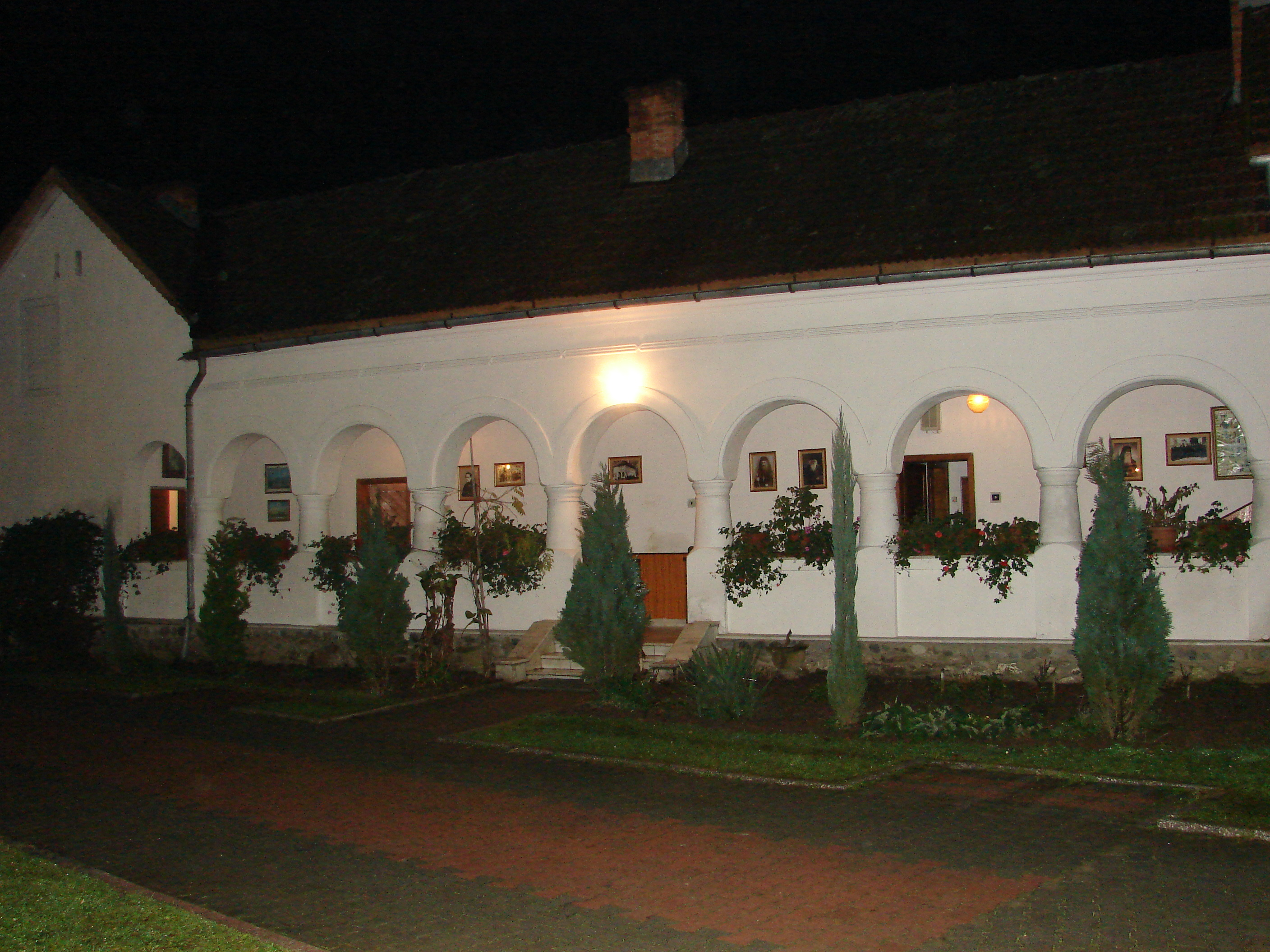
Chilii
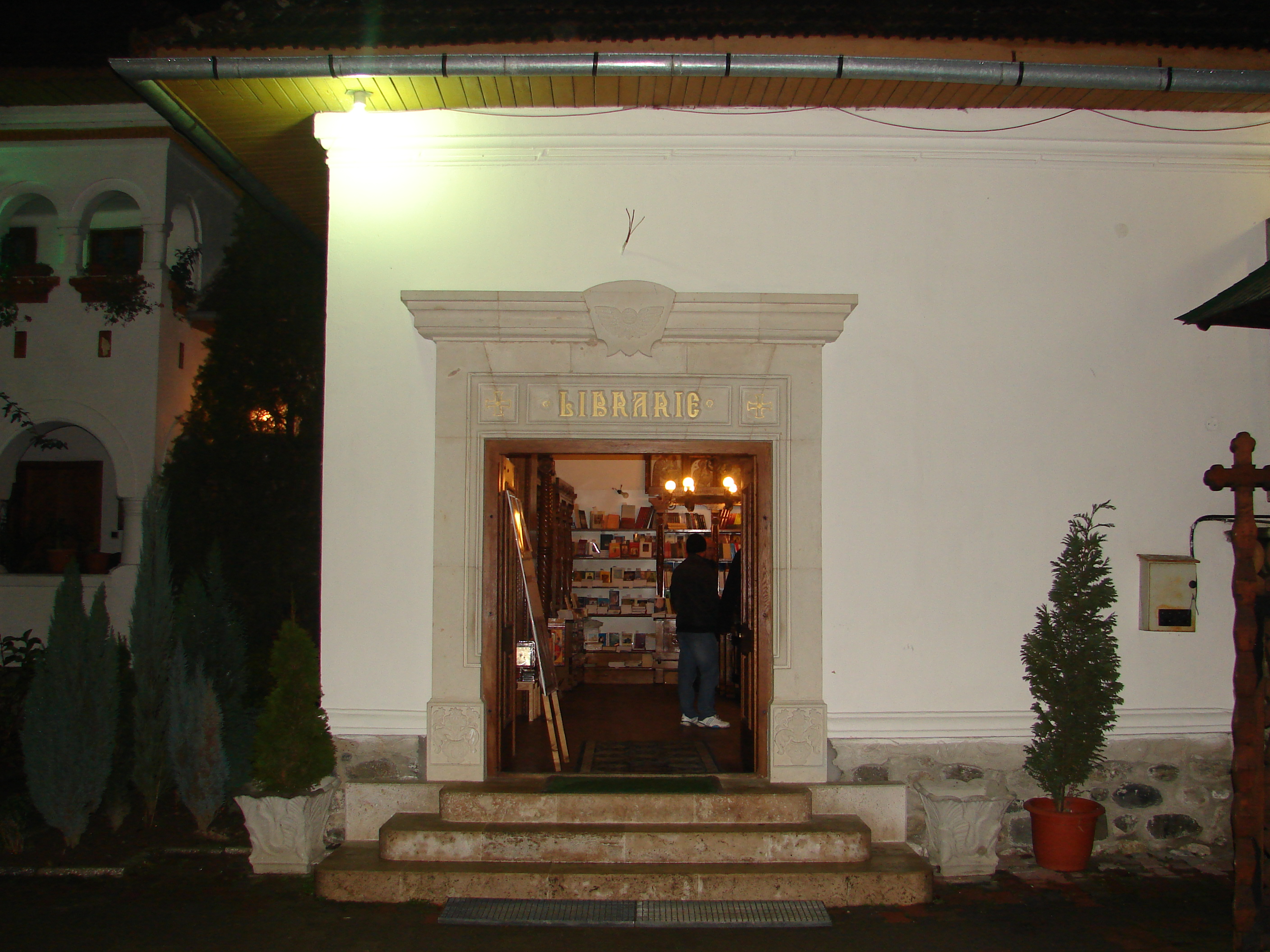
Librăria
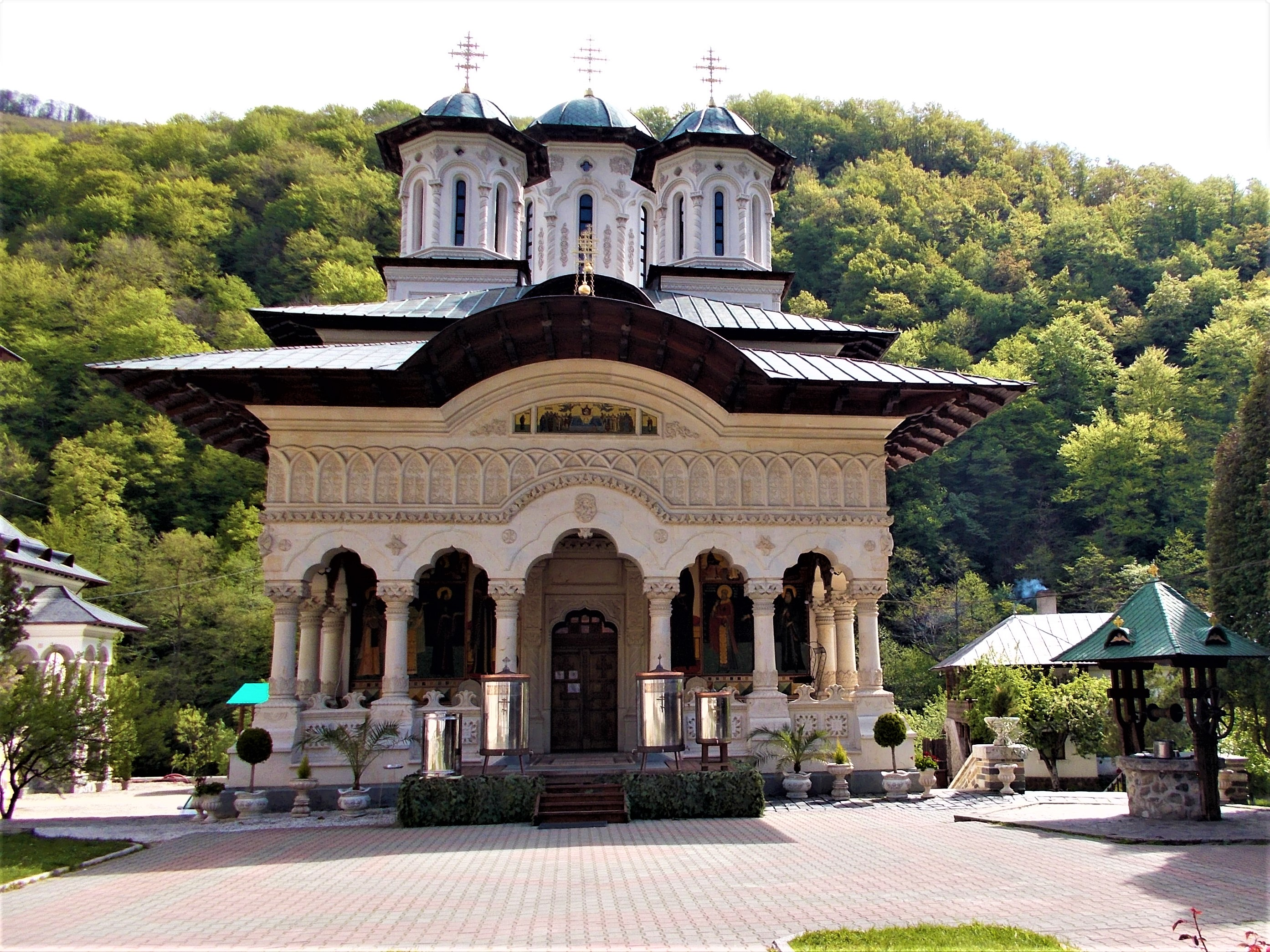
Biserica ”Izvorul Tămăduirii”
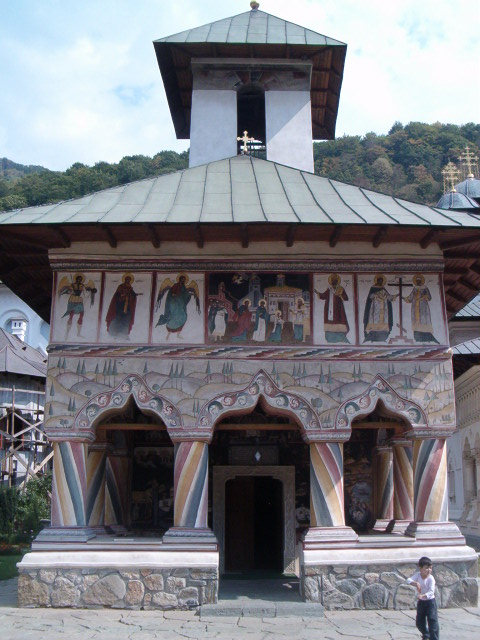
Biserica veche
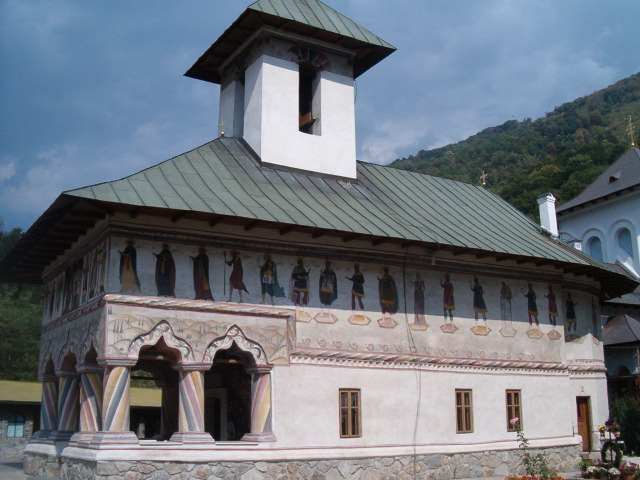
Biserica veche
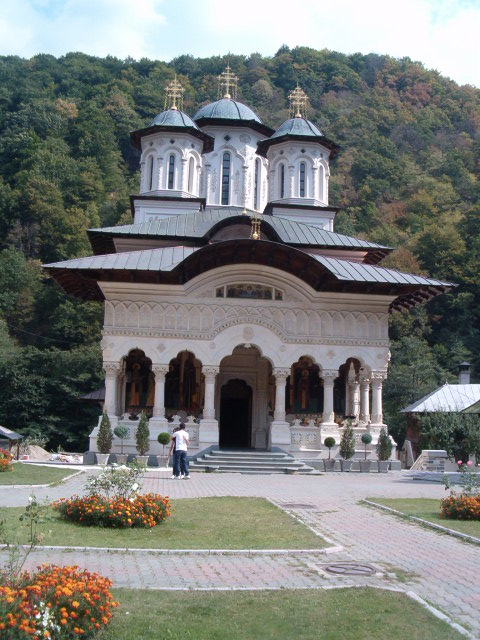
Biserica nouă
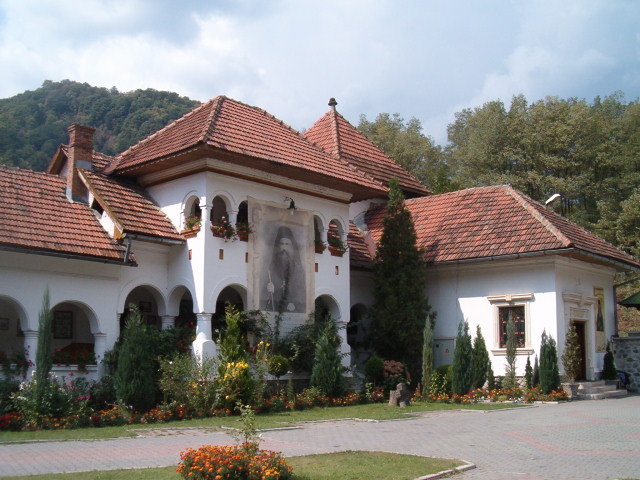
Chilii
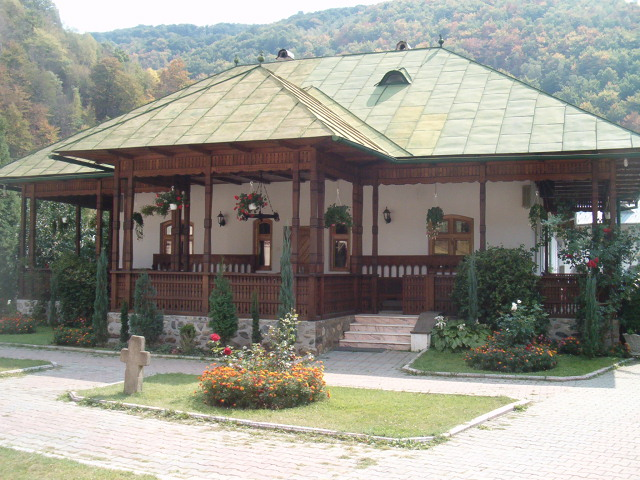
Chilii
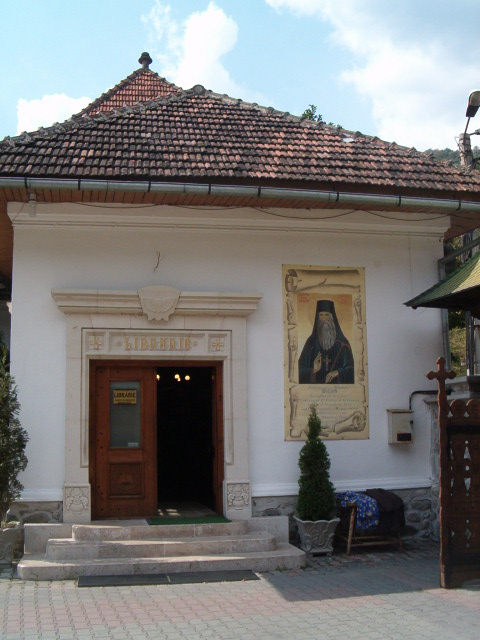
Librăria